# Orthomyxoviridae
Orthomyxoviridae je obitelj RNK virusa. Sadrži sedam rodova: Alphainfluenzavirus, Betainfluenzavirus, Deltainfluenzavirus, Gamainfluenzavirus, Isavirus, Thogotovirus i Quaranjavirus. Prva četiri roda sadrže viruse koji uzrokuju gripu kod kralježnjaka, uključujući ptice (vidi također ptičju gripu), ljude i druge sisavce. Isavirusi zaraze losos; togotovirusi su arbovirusi koji inficiraju kralježnjake i beskralježnjake, poput krpelja i komaraca. Kuaranjavirusi su također arbovirusi, koji inficiraju artropode kao i ptice.
Četiri roda virusa gripe koji inficiraju kralježnjake, a koji su identificirani antigenim razlikama u njihovom nukleoproteinu i matriksu proteina, jesu kako slijede:
- Alphainfluenzavirus zaražava ljude, druge sisavce i ptice i uzrokuje sve pandemije gripe
- Betainfluenzavirus zaražava ljude i pečate
- Deltainfluenzavirus zaražava svinje i goveda
- Gamainfluenzavirus virus zaražava ljude, svinje i pse.

## Vrste

### Virus gripe A
Virusi gripe A se dalje klasificiraju na temelju virusnih površinskih proteina hemaglutinina (HA ili H) i neuraminidaze (NA ili N). Identificirano je šesnaest H podtipova (ili serotipa) i devet N podtipova virusa gripe A.
Virusi tipa A su najzastupljeniji ljudski patogeni među tri vrste gripe i uzrokuju najteže bolesti. Serotipi koji su potvrđeni kod ljudi, poredani brojem poznatih smrtnih slučajeva od pandemije, jesu:
- H1N1
- H2N2
- H3N2
- H3N8
- H5N1
- H7N7
- H1N2
- H9N2
- H7N2
- H7N3
- H10N7

| Pandemija                      | Godina        | Umrlih             | CFR   | Podtip        | Indeks težine pandemije |
| ------------------------------ | ------------- | ------------------ | ----- | ------------- | ----------------------- |
| Ruska gripa                    | 1889. – 1890. | 1 milijun          | 0.15% | H3N8 ili H2N2 | N/A                     |
| Španjolska gripa               | 1918. – 1920. | 20 do 100 milijuna | 2%    | H1N1          | 5                       |
| Azijska gripa                  | 1957. – 1958. | 1 do 1.5 milijuna  | 0.13% | H2N2          | 2                       |
| Hong Kong gripa                | 1968. – 1969. | 0.75 do 1 milijuna | <0.1% | H3N2          | 2                       |
| Druga ruska gripa              | 1977. – 1978. | nema točnog broja  | N/A   | H1N1          | N/A                     |
| Pandemija svinjske gripe 2009. | 2009. – 2010. | 150,700–395,600    | 0.03% | H1N1          | N/A                     |

### Virusi gripe B
Virus gripe B gotovo je isključivo ljudski patogen i rjeđi je od gripe A. Jedina druga životinja za koju se zna da je podložna infekciji gripom B je tuljan. Ova vrsta gripe mutira stopom 2–3 puta nižom od tipa A, te je prema tome manje genetski raznolika, sa samo jednim serotipom gripe B. Kao rezultat nedostatka antigene raznolikosti, stupanj imuniteta na influencu B obično se stječe u ranoj dobi. Međutim, influenca B mutira dovoljno da trajni imunitet nije moguć. Ova smanjena stopa antigene promjene, u kombinaciji s ograničenim rasponom domaćina (inhibirajući antigenski pomak križnih vrsta), osigurava da se ne pojavi pandemija gripe B.

### Virusi gripe C
Virus gripe C inficira ljude i svinje i može izazvati teške bolesti i lokalne epidemije. Međutim, virusi gripe C je rjeđa od ostalih vrsta i obično uzrokuje blagu bolest u djece.

### Virusi gripe D
Ovaj rod je klasificiran 2016. godine, čiji su članovi prvi put izolirani 2011. godine. Čini se da je ovaj rod najuže povezan s gripom C, od koje se razišlo prije nekoliko stotina godina. Postoje najmanje dva postojeća soja ovog roda. Čini se da su glavni domaćini stoka, ali poznato je da virus zaražava i svinje.

## Morfologija
Virion je pleomorfan omotnica se može pojaviti u sfernim i vlaknastim oblicima. Općenito, morfologija virusa je elipsoidna s česticama promjera 80 do 120 nm ili vlaknastim virionima promjera 80–120 nm i duljinom do 20 µm. Postoji oko 500 izrazitih šiljastih površinskih projekcija ovojnice koja svaka visi od 10 do 14 nm od površine s različitim gustoćama površine.
Glavni glikoprotein (HA) nepravilno je smješten grozdovima neuraminidaze (NA), s omjerom HA u NA od oko 4–5 prema 1.
Membrane opterećene holesterolom sa stršećim glikoproteinima okružuju nukleokapside; nukleoproteini različitih klasa veličine s petljom na svakom kraju; raspored unutar viriona je neizvjestan. Ribonuklearni proteini su vlaknasti i padaju u rasponu od 50 do 130 nm i promjera od 9 do 15 nm. Imaju spiralnu simetriju.

## Genom
Virusi iz ove obitelji sadrže 6 do 8 segmenata linearne jednolančane RNK s negativnim osjećajem.
Ukupna duljina genoma je 12000–15000 nukleotida (nt).
Sekvence genoma imaju terminalne ponovljene sekvence; ponovio na oba kraja. Terminal se ponavlja na 5'-kraju nukleotida od 12 do 13. Nukleotidne sekvence 3'-kraja identične; isto u rodovima iste obitelji; najviše na RNK (segmenti) ili na sve RNK vrste. Terminal se ponavlja u 3'-kraju nukleotida od 9-11. Inkapsidirana nukleinska kiselina isključivo je genska. Svaki virion može sadržavati neispravne umanjene kopije. Kod gripe A/H1N1 PB1-F2 se proizvodi iz alternativnog okvira za čitanje u PB1. M i NS geni proizvode 2 različita gena alternativnim spajanjem.

## Cjepivo
Cjepiva i lijekovi dostupni su za profilaksu i liječenje infekcija virusom gripe. Cjepiva se sastoje ili od inaktiviranih ili živo atenuiranih virusa H1N1 i H3N2 ljudskog virusa gripe A, kao i od virusa gripe B. Budući da se antigene divljih virusa razvijaju, cjepiva se preformuliraju godišnje ažuriranjem sjemenskih sojeva.
Kad se antigenosti sjemenskih sojeva i divljih virusa ne podudaraju, cjepiva ne štite. Pored toga, čak i kada se podudaraju, često se stvaraju mutanti za bijeg.